# اولکسی پریهوروف
اولکسی پریهوروف (اوکراینی: Олексій Вікторович Пригоров؛ زادهٔ ۲۵ ژوئن ۱۹۸۷) ورزشکار شیرجه اهل اوکراین است.
وی در مسابقات کشوری و بین‌المللی در مجموع برندهٔ ۲ مدال طلا، ۱ مدال نقره، ۲ مدال برنز شده‌است.